# Erik Herløw
Erik Herløw (født 5. januar 1913, død 28. januar 1991) var en dansk arkitekt og designer.
Han blev uddannet på Kunstakademiet i 1941 og åbnede i 1949 egen tegnestue. Han var medstifter af Selskabet for Industriel Formgivning i 1954 og blev i 1955 udnævnt til den første professor i industrielt design ved Kunstakademiet. Han modtog Eckersberg Medaillen i 1958.
Herløw har præget dansk brugskunst med en række formgivninger af bl.a. smykker, bestik, møbler m.v.
Herløws designs har været udstillet flere steder i verden, bl.a. på Museum of Modern Art i New York City.